# Đông Trà
Đông Trà là một xã thuộc huyện Tiền Hải, tỉnh Thái Bình, Việt Nam.

## Địa lý
Xã Đông Trà nằm ở phía đông bắc huyện Tiền Hải, có vị trí địa lý:
- Phía đông giáp Biển Đông
- Phía tây giáp xã Đông Quý
- Phía nam giáp xã Đông Long và xã Đông Xuyên
- Phía bắc giáp huyện Thái Thụy.

Xã Đông Trà có diện tích 10,72 km², dân số năm 2019 là 6.855 người, mật độ dân số đạt 639 người/km².
Đây là địa phương có dự án Đường cao tốc Ninh Bình – Hải Phòng đi qua.

## Lịch sử
Sau năm 1975, Đông Trà là một xã thuộc huyện Tiền Hải.
Ngày 13 tháng 12 năm 1986, Hội đồng Bộ trưởng ban hành Quyết định 169-HĐBT thành lập xã Đông Hải trên cơ sở một phần diện tích và dân số của xã Đông Trà.
Trước khi sáp nhập, xã Đông Trà có diện tích 4,97 km², dân số là 3.845 người, mật độ dân số đạt 774 người/km². Xã Đông Hải có diện tích 5,75 km², dân số là 3.010 người, mật độ dân số đạt 523 người/km², có 2 thôn: Thành Long, Tân Hải.
Ngày 11 tháng 2 năm 2020, Ủy ban Thường vụ Quốc hội ban hành Nghị quyết số 892/NQ-UBTVQH14 về việc sắp xếp các đơn vị hành chính cấp xã thuộc tỉnh Thái Bình (nghị quyết có hiệu lực từ ngày 1 tháng 3 năm 2020). Theo đó, sáp nhập toàn bộ diện tích và dân số của xã Đông Hải trở lại xã Đông Trà.